# Flascó

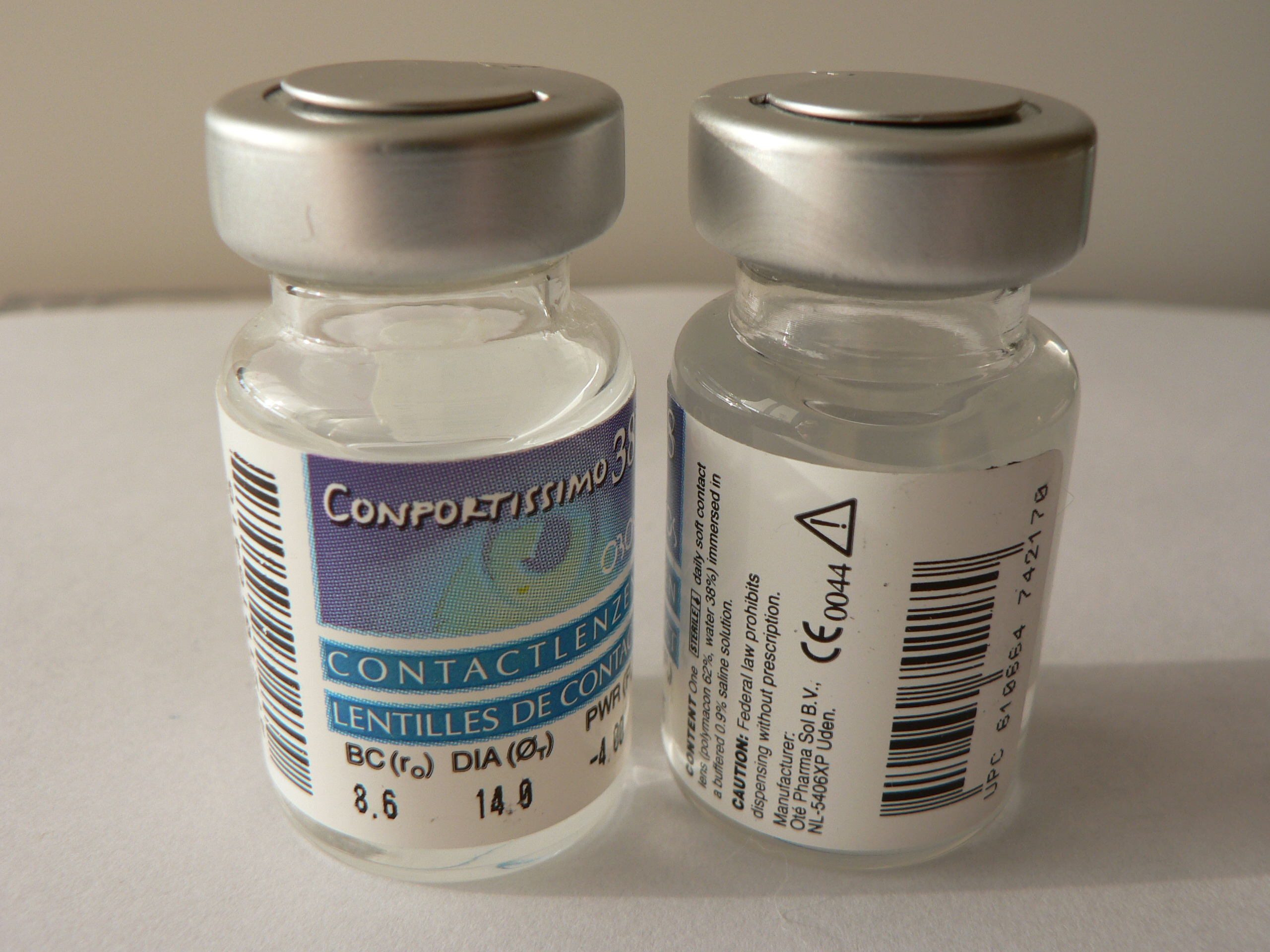
Dos flascons de vidre.

Un flascó és un recipient petit de coll ample, generalment de vidre (tot i que també poden ser de plàstic) que serveix per contenir líquids. La seva forma pot ser molt variable tot i que el més normal és que siguin cilíndrics. A la indústria cosmètica, poden adquirir formes extraordinàries conferint una imatge excepcional al producte.

## Característiques
El tancament dels flascons poden adoptar diferent formes, essent les més habituals:
- De rosca, el més corrent, amb tap inviolable o no.
- D'aerosol, molt comú en perfumeria.

Un tomanyí és el tap petit de suro usat per a flascons medicinals
Hi ha flascons comptagotes els quals tenen un dispensador per a administrar gotes una a una.